# Siavana
Siavana là một chi bướm đêm thuộc họ Erebidae.